# Struhařov (district de Benešov)
Pour les articles homonymes, voir Struhařov.
Struhařov (en allemand : Struharschow) est une commune du district de Benešov, dans la région de Bohême-Centrale, en République tchèque. Sa population s'élevait à 927 habitants en 2020.

## Géographie
Struhařov se trouve à 6 km à l'est-sud-est de Benešov et à 42 km au sud-est de Prague.
La commune est limitée par Teplýšovice au nord, par Bílkovice au nord-est, par Třebešice à l'est, par Chotýšany et Postupice au sud, par Bystřice au sud-ouest et par Benešov à l'ouest et au nord-ouest.

## Histoire
La première mention écrite de la localité date de 1370.

## Administration
La commune se compose de quinze quartiers :
- Struhařov
- Babčice
- Bořeňovice
- Budkov
- Býkovice
- Dolní Podhájí
- Hliňánky
- Horní Podhájí
- Jezero
- Myslíč
- Pecínov
- Skalice
- Střížkov
- Svatý Jan
- Věřice

## Galerie

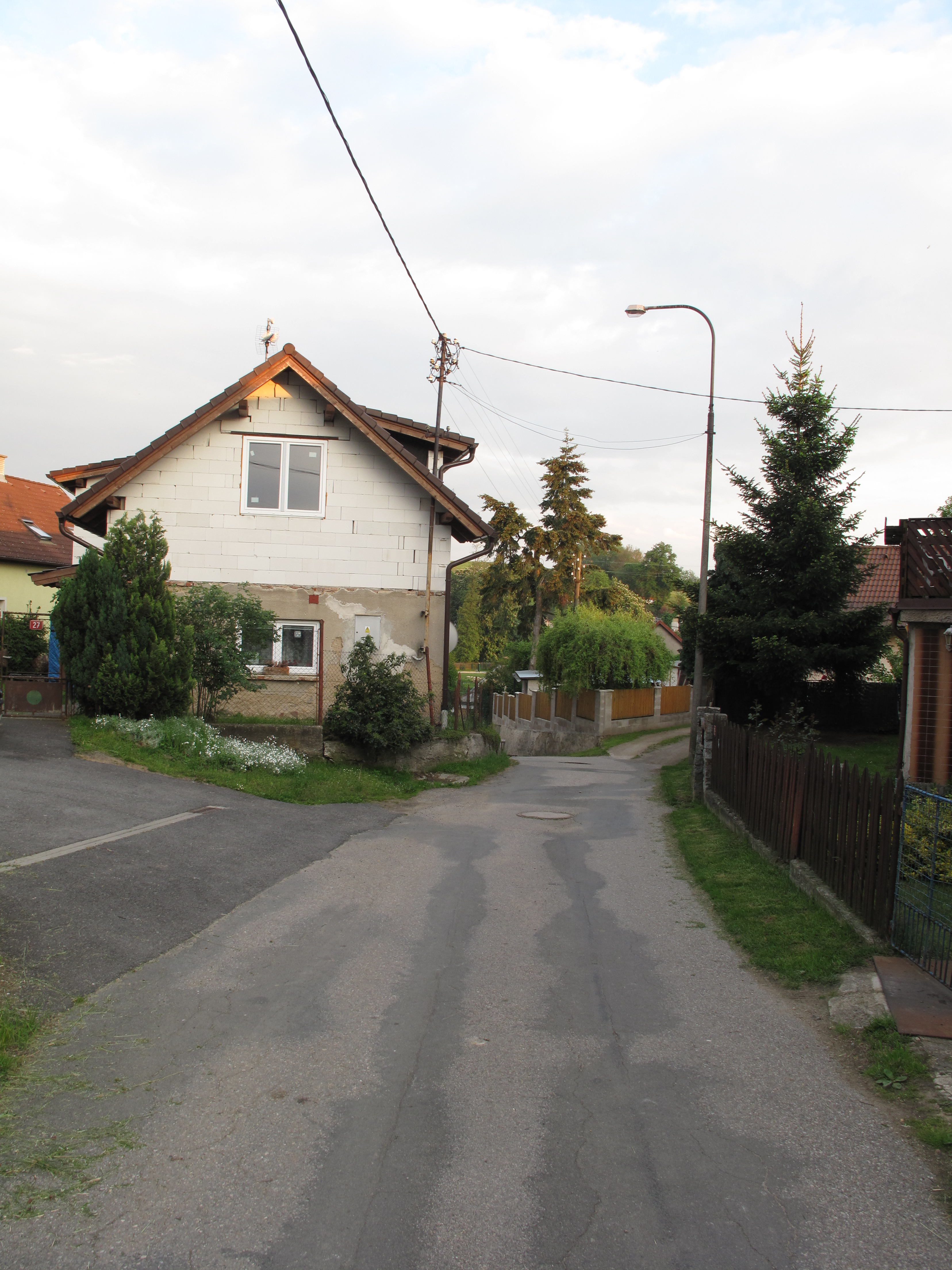
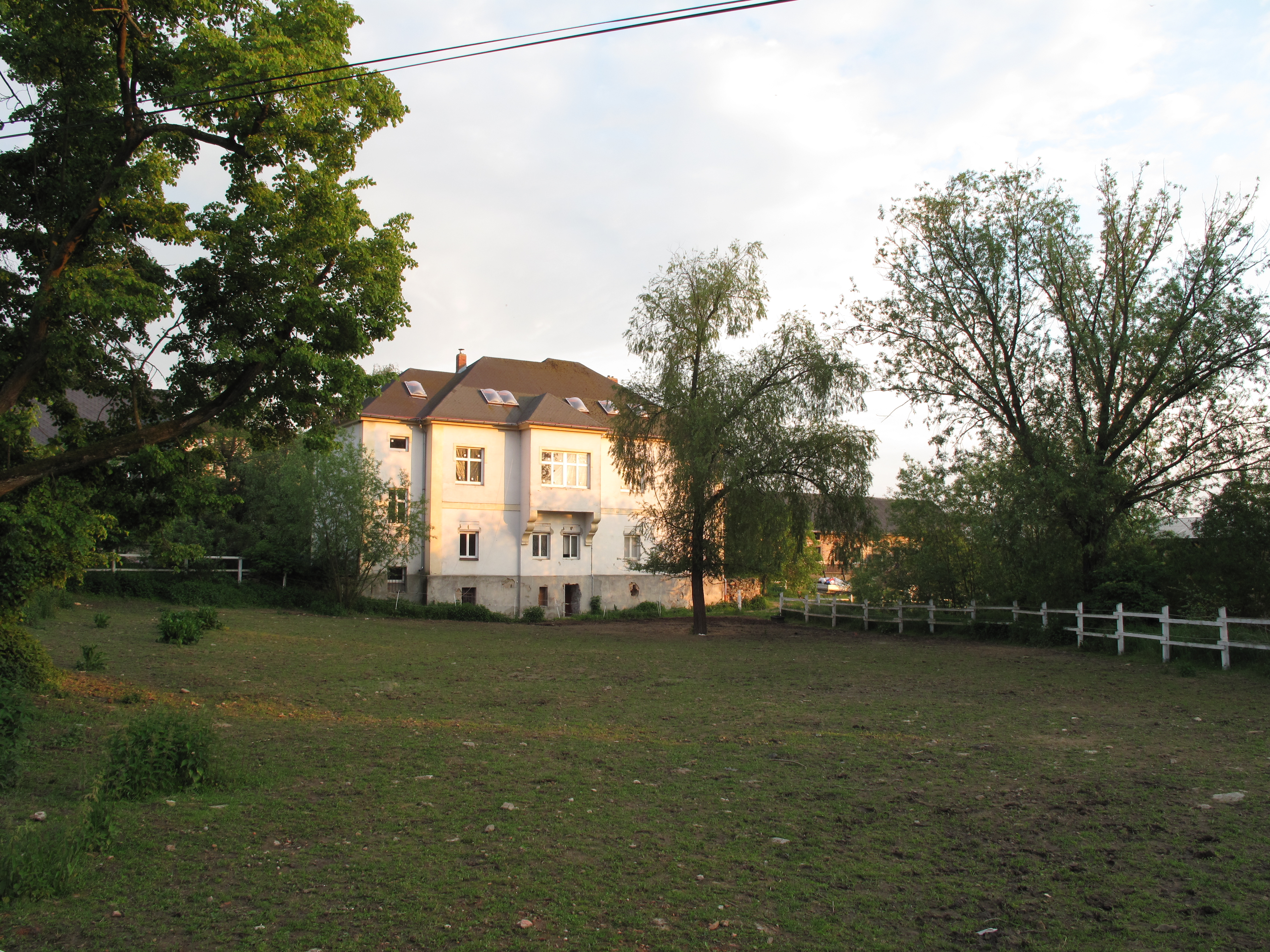
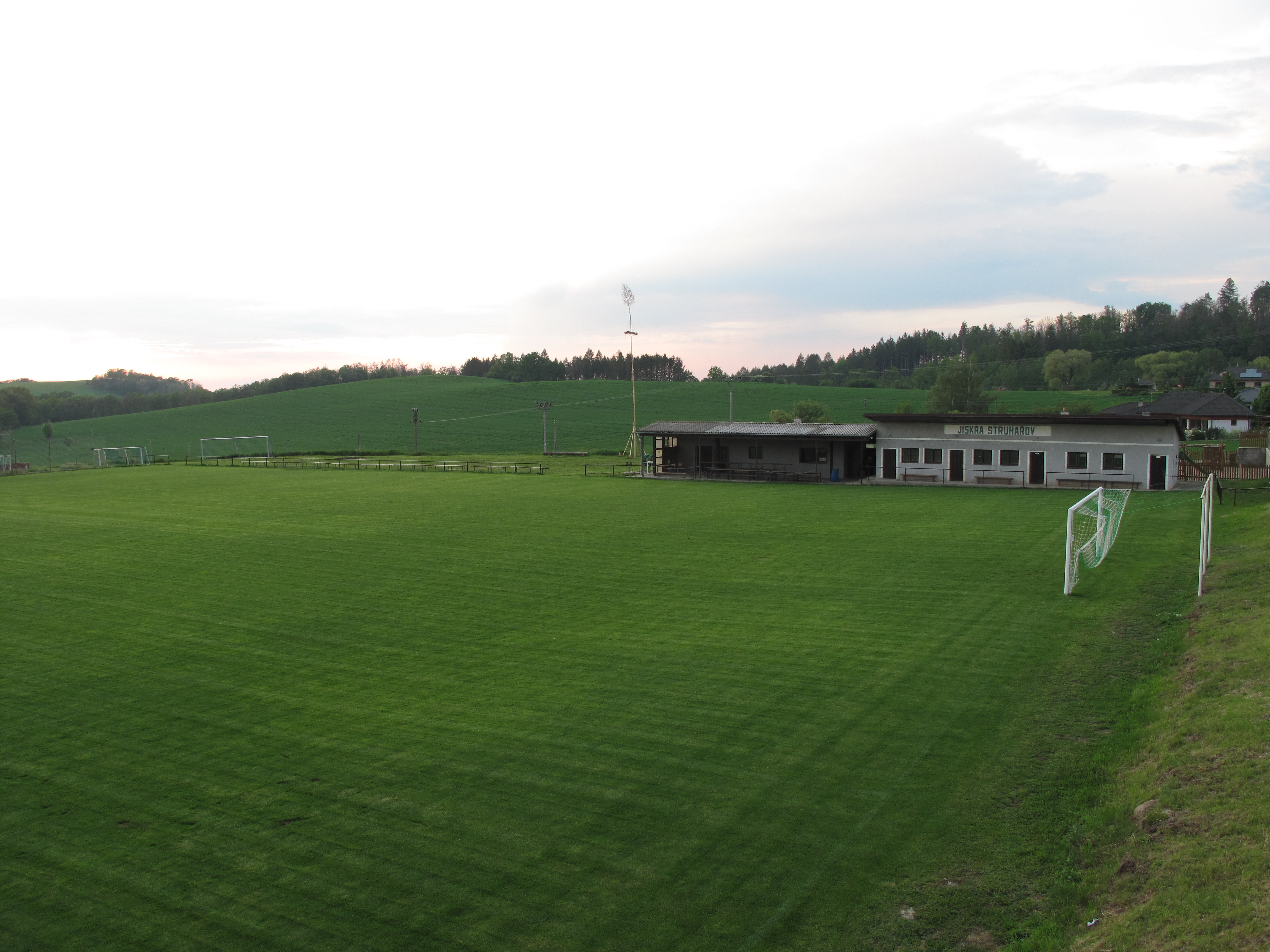
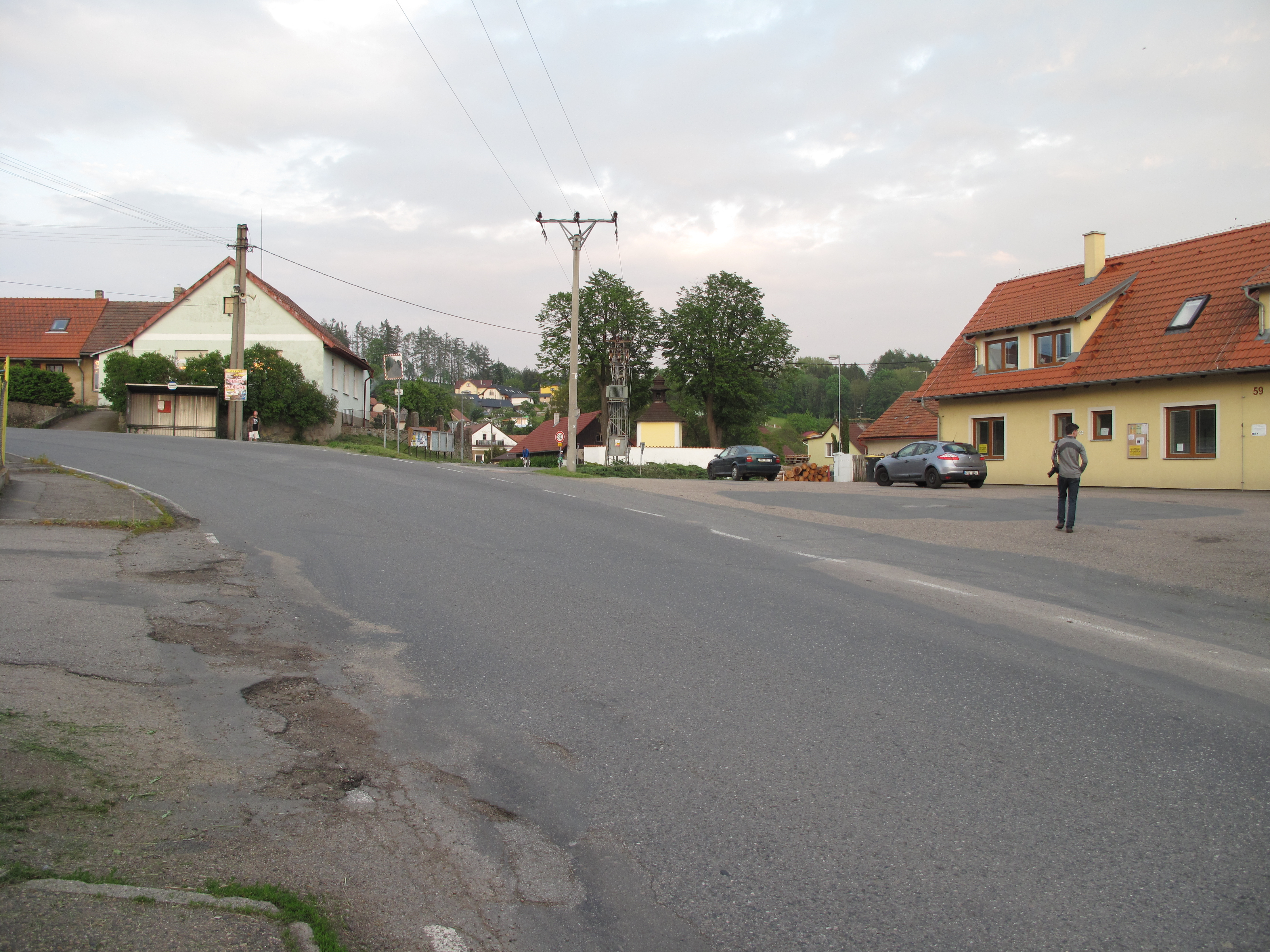
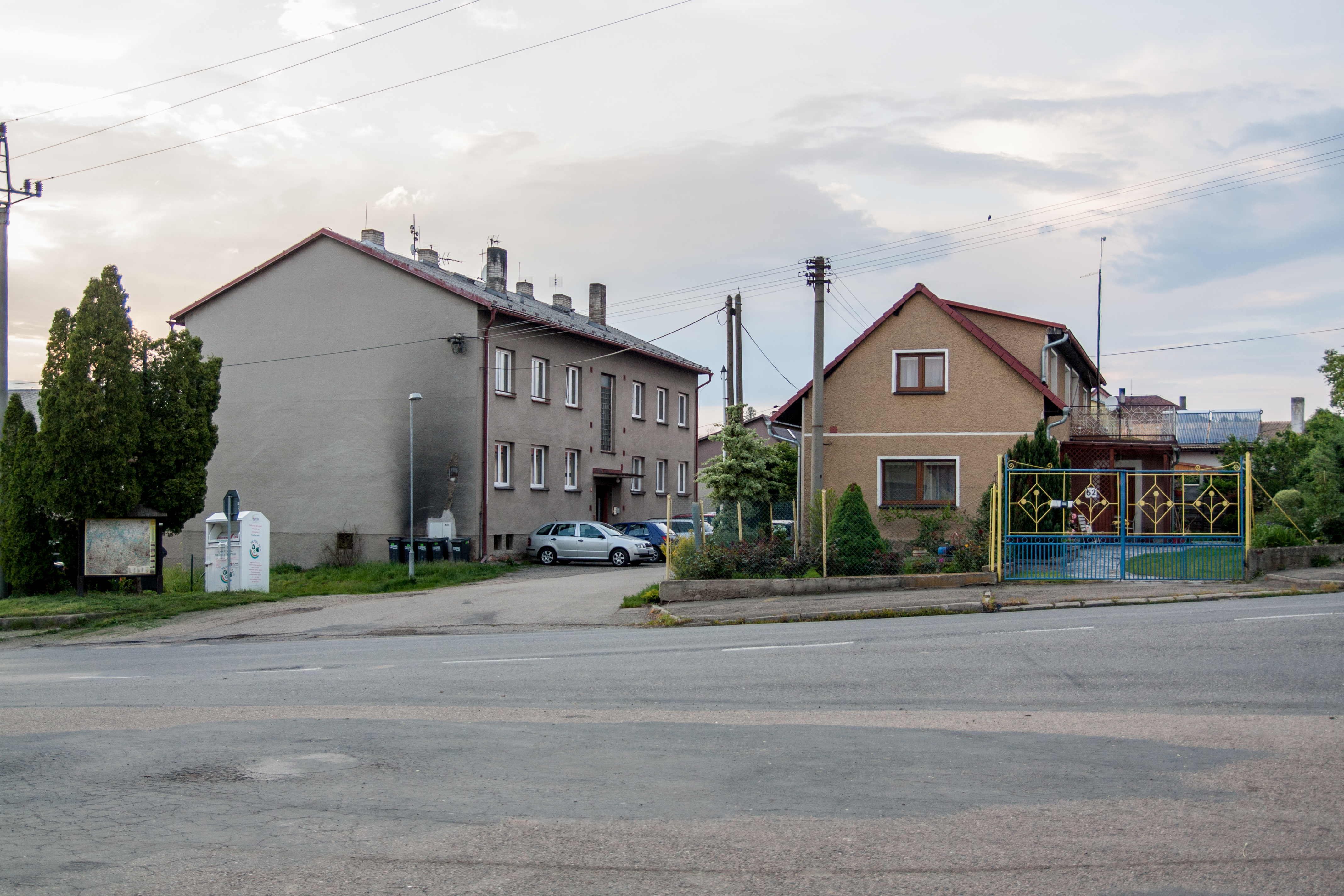